# Adalbert Oehler

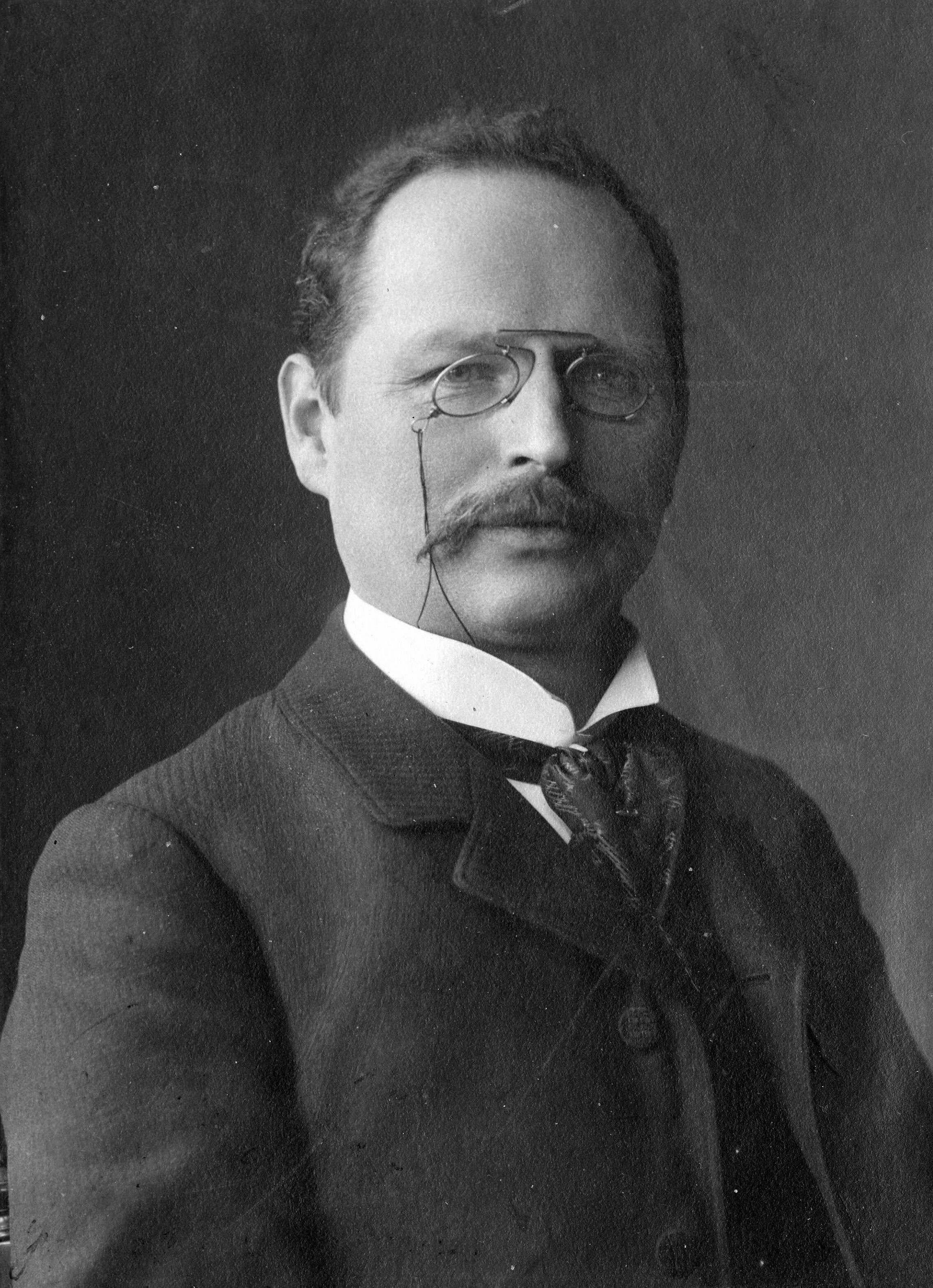
Adalbert Oehler

Adalbert Oehler (* 13. April 1860 in Schildau; † 9. Juli 1943 in Berlin) war ein deutscher Kommunalbeamter. In Halberstadt, Krefeld und Düsseldorf war er  Oberbürgermeister. Er war Professor für Verwaltungsrecht und saß im Preußischen Herrenhaus.

## Leben
Oehler wurde in Schildau im Kreis Torgau des ehemals preußischen Regierungsbezirks Merseburg geboren und war ein Vetter Friedrich Nietzsches. Er war der älteste Sohn seines Vaters (* 26. Mai 1830; † 4. Februar 1902), der ebenfalls Adalbert hieß und Kanzleirat in Halle war. Er nahm an der Friedrichs-Universität Halle das Studium der Rechtswissenschaft auf und trat der Landsmannschaft Palaeomarchia bei. 1881 zum Dr. iur. promoviert, trat Oehler in die innere Verwaltung Preußens ein. Während des Referendariats wohnte er 1885 im Hause der Mutter Nietzsches und traf auch mit diesem selbst zusammen. Verheiratet war er seit 1888 mit Agnes Hilmer (* 1. Juni 1861; † 21. März 1934), Tochter eines Bergbauunternehmers aus Halle, die mit ihrem Mann im Februar 1911 von Krefeld nach Düsseldorf gezogen war und dort einen Monat später die Ortsgruppe Richard-Wagner-Verband Deutscher Frauen gründete.

### Karriere

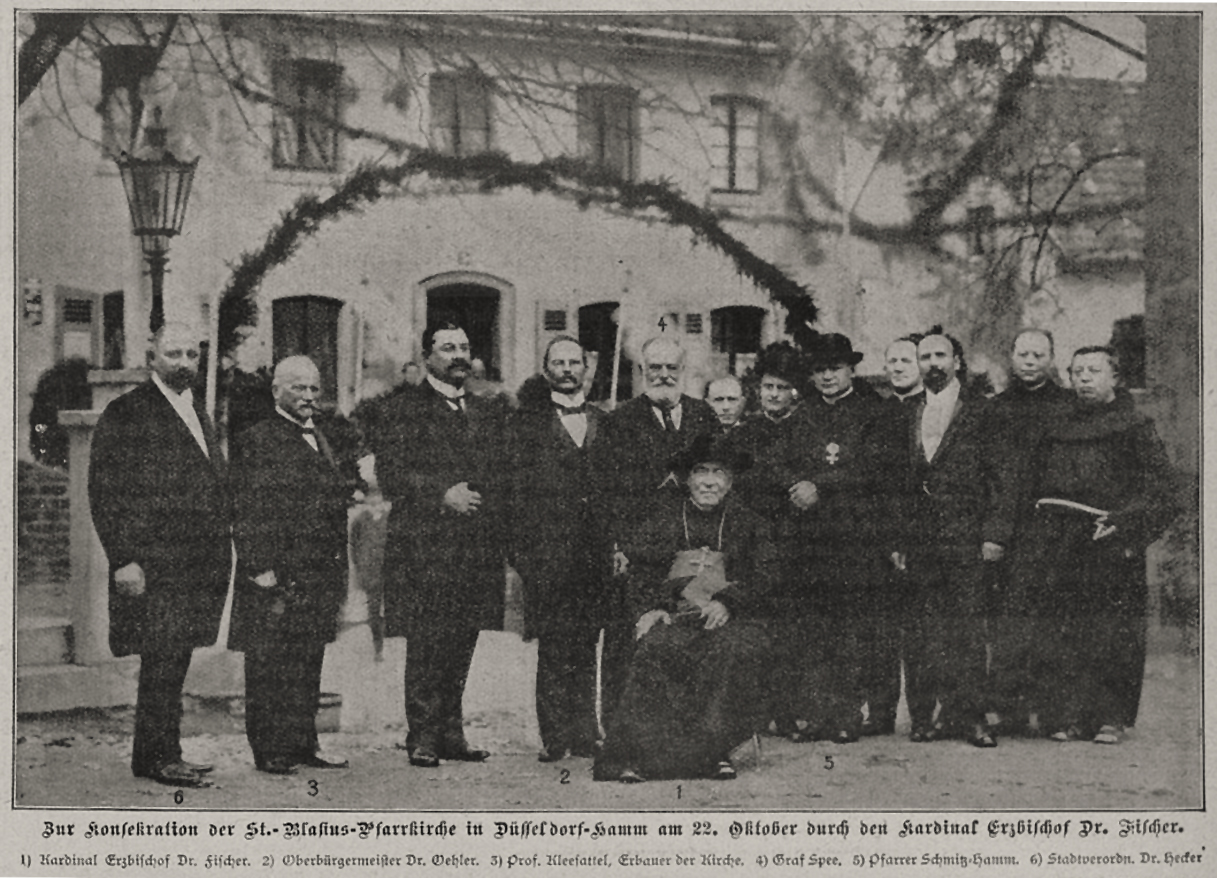
Oberbürgermeister Adalbert Oehler (2) in einem Gruppenfoto anlässlich der Konsekration der Pfarrkirche St. Blasius durch Erzbischof Anton Kardinal Fischer (1) in Düsseldorf-Hamm, 1911

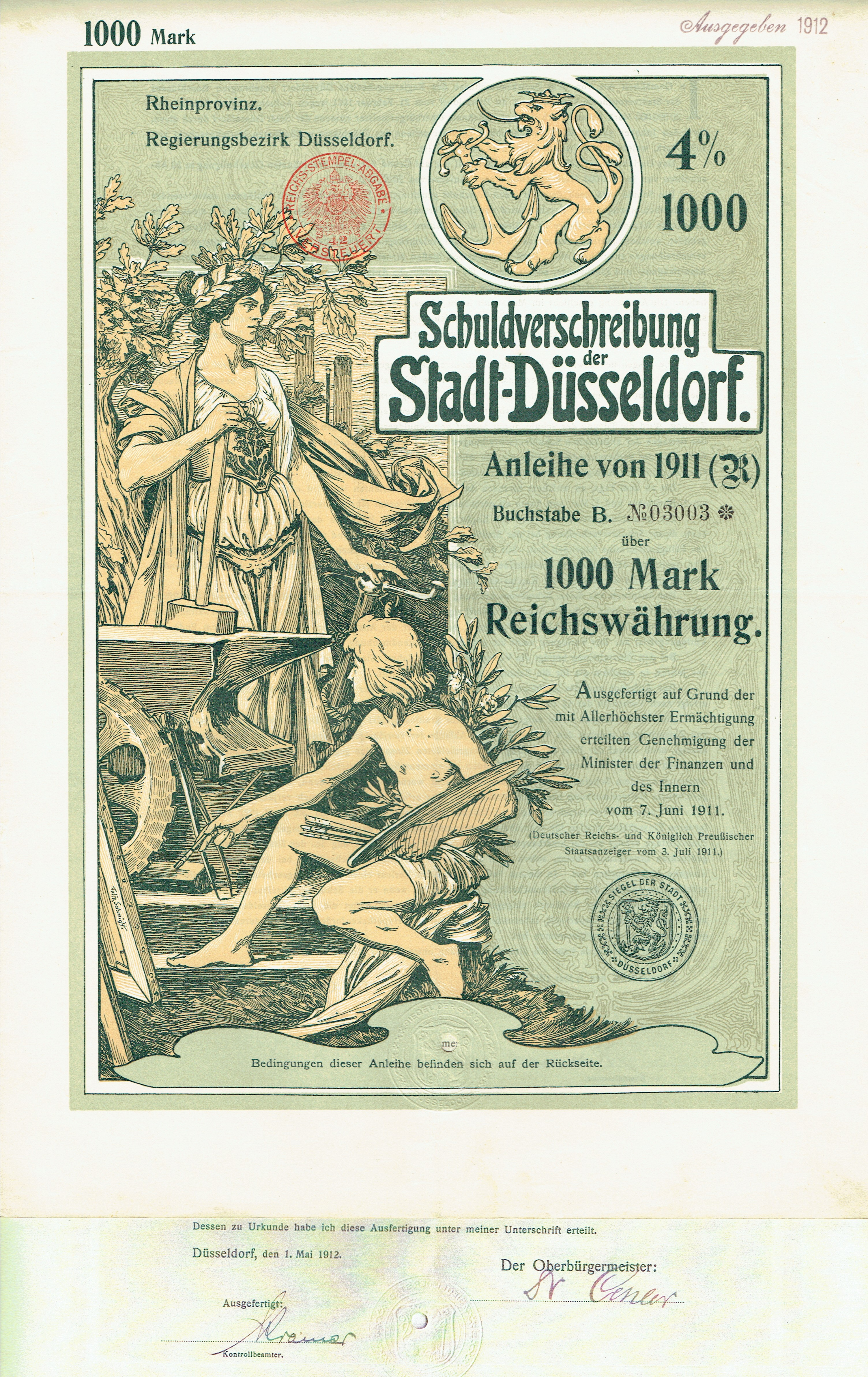
Anleihe der Stadt Düsseldorf vom 1. Mai 1912 mit Unterschrift von Oberbürgermeister Oehler

Oehler wurde 1900 erstmals für fünf Jahre Oberbürgermeister von Halberstadt, bevor er an den Niederrhein ging, um zuerst Oberbürgermeister von Krefeld (1905–1911) und dann von Düsseldorf (1911–1919) zu werden. Diese Städte vertrat er auch im Preußischen Herrenhaus. In seine Krefelder Amtszeit fällt der Ausbau des Hafens in Linn und die daraus resultierende Ansiedlung wichtiger Industriebetriebe der Stadt. In Düsseldorf fiel seine Amtszeit in die Zeit des Ersten Weltkriegs, so dass ihm hier größere städtebauliche Maßnahmen verwehrt blieben.
Sein Verhalten während der Revolution 1918/19 beendete seine bis dahin steile Karriere. Während er nach dem 8. November mit dem USPD-geführten Arbeiter- und Soldatenrat zusammenarbeitete, war er doch bei großen Teilen der Düsseldorfer Arbeiterbevölkerung unpopulär. Die von ihm geführte Stadtverwaltung hatte während des Krieges vor allem als Hilfsstelle für die Düsseldorfer Rüstungsindustrie gewirkt. Gleichzeitig wurden das Versagen der Verwaltung bei der Lebensmittel- und Kohlenversorgung der Stadt angelastet.
Als im Januar die KPD und linksradikale Teile der USPD die Macht in der Stadt übernahmen, floh Oehler gemeinsam mit Polizeidezernent Robert Lehr und Regierungspräsident Francis Kruse ins von Belgiern besetzte linksrheinische Oberkassel, um sich einer Verhaftung zu entziehen. Der Düsseldorfer Arbeiterrat erklärte Oehler daraufhin für abgesetzt und machte Karl Schmidtchen zum Oberbürgermeister.
Seine Flucht wurde ihm von der nichtsozialistischen Düsseldorfer Presse, den Stadtverordneten und den Eliten nie verziehen. Als Düsseldorf am 28. Februar 1919 von Freikorpstruppen besetzt wurde, erklärte die Stadtverwaltung gegenüber den preußischen Behörden, dass eine Rückkehr Oehlers nicht gewünscht sei. Im Rahmen der Vorwürfe durch Verwaltung und Presse erschien noch 1919 seine Rechtfertigungsschrift Meine Beziehungen zur Revolution. Von 1927 stammt eine Schrift über „Düsseldorf, eine Großstadt im Weltkrieg“, in denen er umfangreiches Material zur Lage der Stadt von 1914 bis 1918 präsentierte. Nach seinem formellen Ausscheiden aus dem Amt im Juli 1919 nahm er verschiedene Lehrtätigkeiten an Verwaltungshochschulen, unter anderem an der Fürst Leopold-Akademie in Detmold, wahr. Ein Bildnis Oehlers, geschaffen von dem Maler Wolfgang Pagenstecher, hängt in der Galerie Düsseldorfer Bürgermeisterporträts im Rathaus Düsseldorf.

### Verbindung mit der Familie Nietzsche
Durch die Verwandtschaft mit den Nietzsches ist Oehler auch eine Nebenfigur der deutschen Nietzsche-Rezeption geworden. Sein Vater, Adalbert senior, war eines von zehn Geschwistern von Franziska Nietzsche, der Mutter Friedrich und Elisabeth Förster-Nietzsches. Max Oehler und Richard Oehler, die ebenfalls eine Rolle in der Rezeptionsgeschichte Nietzsches spielen, waren Vettern Adalbert Oehlers (Söhne von Oscar Ulrich Oehler).
Adalbert Oehler war ab 1893 bis zu dessen Tode 1900 einer von zwei gesetzlichen Vormündern des geisteskranken Philosophen. 1898 kaufte er Meta von Salis die Villa Silberblick in Weimar ab, in der Elisabeth Förster-Nietzsche das Nietzsche-Archiv einrichtete. Förster-Nietzsche, Schwester und Nachlassverwalterin von Friedrich Nietzsche, die den Kaufpreis zunächst nicht aufbringen konnte, kaufte Oehler das Haus einige Jahre später ab. Ab deren Gründung 1908 war Oehler zudem Vorsitzender des Vorstands der Stiftung Nietzsche-Archiv. Von diesem Amt trat er 1923 nach einem Streit mit Förster-Nietzsche, der faktischen Herrin des Archivs, zurück. Erst 1930 trat er wieder in den Vorstand der Stiftung ein. 1940 veröffentlichte er als erster eine Biographie über Franziska Nietzsche (Nietzsches Mutter, Beck, München 1940), mit der er das schlechte Bild, das Elisabeth Förster in ihren Schriften von ihrer Mutter gezeichnet hatte, korrigieren wollte.

## Werke
- Meine Beziehungen zur Revolution. Magdeburg 1919.
- Düsseldorf im Weltkrieg: Schicksal und Arbeit einer deutschen Großstadt. Edition Lintz, Düsseldorf 1927 (= Düsseldorfer Jahrbuch 33).
- (mit Wilhelm Albrecht) Allgemeines Verwaltungsrecht und Reichsverwaltungsrecht. Grundriß des privaten und öffentlichen Rechts sowie der Volkswirtschaftslehre. 13. Band, 2. Teil, Leipzig, 1930.